# Cynoglossum inyangense
Cynoglossum inyangense är en strävbladig växtart som beskrevs av E.S. Martins. Cynoglossum inyangense ingår i släktet hundtungor, och familjen strävbladiga växter. Inga underarter finns listade i Catalogue of Life.